# Genevieve Blinn
Genevieve Blinn (nacida como Genevieve Clothilde Nannery, 12 de junio de 1874 – 20 de julio de 1956) fue una actriz canadiense que actuó en teatro y en el cine mudo de Hollywood. Era natural de Nuevo Brunswick, Canadá.

## Familia
Genevieve Nannery era el último miembro de una antigua familia teatral de Saint John, Nuevo Brunswick. Su hermano Ed Nannary fue actor de teatro en Nueva York y en la costa oeste. Su hermana May actuó como estrella del antiguo Alcatraz Theater de San Francisco, California.

## Carrera teatral
En octubre de 1906, Blinn fue la protagonista de la producción de Ezra Kendall Swell, Elegant Jones. La obra, una comedia en tres actos, se representó en la Wilmington, Delaware, Opera House. Brinn interpretó papeles junto a Richard Mansfield, Robert Mantel y Willard Mack.
Blinn llegó a Los Ángeles, California, en febrero de 1912 como actriz principal de la Burbank Stock Company. Su llegada se produjo en la prensa después de que se hiciera un nombre en los compromisos teatrales del este. En Nueva York había actuado al frente de la Crescent Stock Company durante los cinco meses anteriores. Su primera actuación con Burbank fue como "Ann Brown" en una farsa llamada Seven Days. Blinn interpretaba a una mujer que creía en la teosofía.

## Películas mudas
La carrera de Blinn como actriz de cine comenzó con un papel como "Condesa de Moray" en A Wife's Sacrifice (1916). Es más conocida por su papel de Bath-Sheba en The Queen of Sheba (1921). Aparte de este largometraje, participó en otras películas protagonizadas por Theda Bara.
Blinn se retiró del teatro y la pantalla con la llegada del cine sonoro. Su última película fue Common Clay (1930), en la que interpretó el papel de "Mrs. Fullerton".

## Vida personal
El 4 de junio de 1895, Genevieve Nannery se casó con el leñador Irving L. Blinn de Los Ángeles, California. Solicitó el divorcio de su marido en julio de 1904.
Blinn falleció en 1956 en San Rafael, California, tras una larga enfermedad. Un hijo, William Lewis Blinn, falleció antes que su madre. Era miembro del Olympic Club y licenciado por la Universidad de Santa Clara.

## Filmografía parcial
| Año  | Película                             | Papel               | Notas |
| ---- | ------------------------------------ | ------------------- | ----- |
| 1916 | A Wife's Sacrifice                   | Condesa de Moray    |       |
| 1917 | Tangled Lives                        | Condesa Dassori     |       |
| 1917 | Conscience                           | Mrs. Marsh          |       |
| 1917 | Cleopatra                            | Octavia             |       |
| 1917 | The Rose of Blood                    | Institutriz         |       |
| 1917 | Madame Du Barry                      | Duquesa de Gaumont  |       |
| 1918 | Salomé                               | Reina Marian        |       |
| 1918 | When a Woman Sins                    | Mrs. West           |       |
| 1918 | The Rainbow Trail                    | Ruth                |       |
| 1919 | When Fate Decides                    | Mrs. Veriker        |       |
| 1919 | The Last of the Duanes               | Mrs. Lee            |       |
| 1919 | Wings of the Morning                 | Lady Costabel       |       |
| 1920 | The Path She Chose                   | Supervisora         |       |
| 1921 | The Queen of Sheba                   | Beth-Sheba          |       |
| 1921 | Crazy to Marry                       | Mrs. Landis         |       |
| 1921 | Don't Tell Everything                | Mrs. Morgan         |       |
| 1922 | If I Were Queen                      | Hermana Ursula      |       |
| 1922 | The Call of Home                     | Nancy Wayne         |       |
| 1924 | The Dramatic Life of Abraham Lincoln | Mrs. Ninian Edwards |       |
| 1930 | Common Clay                          | Mrs. Fullerton      |       |